# Hrabstwo Trinity (Kalifornia)
Hrabstwo Trinity (ang. Trinity County) – hrabstwo w stanie Kalifornia w Stanach Zjednoczonych. Obszar całkowity hrabstwa obejmuje powierzchnię 2962,27 mil² (7672,24 km²). Według szacunków United States Census Bureau w roku 2009 miało 14 165 mieszkańców.
Hrabstwo powstało w 1850 roku. 
Na jego terenie znajduje się
- CDP - Weaverville, Burnt Ranch, Coffee Creek, Douglas City, Hayfork, Hyampom, Junction City, Lewiston, Mad River, Ruth, Trinity Center, Trinity Village.